# Region Østdanmark
|  | Denne artikel beskriver en fremtidig begivenhed Denne artikel eller sektion handler om planlagt eller forventet fremtidig begivenhed. Der kan forekomme spekulativ information, og indholdet kan ændres dramatisk når begivenheden nærmer sig og mere information bliver tilgængelig. |

Region Østdanmark er en kommende dansk region, der er en sammenlægning mellem de to østdanske regioner Region Sjælland og Region Hovedstaden. Sammenlægningen er et resultat af en sundhedsreform, der blev aftalt i Folketinget i 2024 mellem SVM-regeringen, Danmarksdemokraterne, Socialistisk Folkeparti, Konservative Folkeparti og Radikale Venstre. Region Østdanmarks regionsråd får 47 medlemmer, valgt første gang i 2025, og får sæde i Sorø. 70% af borgerne bor i den nuværende Region Hovedstaden, mens resten bor i den nuværende Region Sjælland. Region Østdanmark etableres pr. 1. januar 2027.